# Mokošica
Mokošica – wieś w Chorwacji, w żupanii dubrownicko-neretwiańskiej, w mieście Dubrownik. W 2011 roku liczyła 1924 mieszkańców.
Leży na północnym brzegu zatoki Rijeka dubrovačka, około 7 km na północ od centrum Dubrownika. Od XVI wieku miejscowość letniskowa patrycjatu dubrownickiego. Podczas wojny o niepodległość Chorwacji okupowana przez armię jugosłowiańską, oddziały czarnogórskie i czetników.